# 百富國際
百富國際有限公司，簡稱百富國際（英語：Byford International Limited，港交所除牌時8272.HK），於1914年由唐納德·百富（Donald Byford）創立，1980年，開始投資新加坡、馬來西亞、香港、中國、印尼、阿聯酋、巴林、卡塔爾及阿曼經營事採購、銷售與分銷男裝內衣及織襪與童裝。另外，全威國際曾持有該類股份。
招股價為0.6港元，發行新股為0.502億股，集資額0.3億港元，曾在2003年6月27日於港交所創業板上市。最後在2010年5月3日更名為進能國際有限公司（華人飲食集團有限公司前身）。

## 連結
- Byford.com （页面存档备份，存于）